# G-44
G-44 is een Groenlandse voetbalclub uit Qeqertarsuaq. De club is opgericht in 1944 en speelt in de Coca Cola GM, de hoogste voetbalcompetitie van Groenland. In 2009 en 2011 werd de club kampioen van de competitie.

## Resultaten
- Coca Cola GM

2009, 2011